# Peter Christopherson
Peter Martin Christopherson, también conocido como Sleazy, (27 de febrero de 1955 – 24 de noviembre de 2010) fue un director de videoclips, diseñador, miembro desde 1973 de la agencia de diseño británica Hipgnosis, y músico.
Fue uno de los miembros originales de Throbbing Gristle y el sello Industrial Records. Participó en la fundación de Psychic TV junto a Geoffrey Rushton (John Balance) y Genesis P-Orridge. Tras su breve paso por este proyecto, formó junto a Balance la banda Coil. Mantuvieron ambos este proyecto durante 23 años hasta la muerte de Balance en noviembre de 2004. Editó un disco en su proyecto en solitario The Threshold HouseBoys Choir.

## Biografía
Antes de su carrera musical, Peter Christopherson ejerció de publicista, diseñador y fotógrafo. Fue uno de los tres socios de la compañía de diseño de portadas de discos Hipgnosis, autores de muchas portadas conocidas en los años 70. Christopherson siguió relacionado con la publicidad durante su carrera musical como director de videoclips y anuncios de televisión.
Nacido en Leeds (Inglaterra), Christopherson fue uno de los miembros fundadores de Throbbing Gristle (en adelante TG), considerados los creadores del género musical industrial, hasta su escisión en 1981.
Christopheron y Chris Carter documentaron en Myspace haber tocado en directo con un teclado sampler artesanal tiempo antes de que se pusiera a la venta Fairlight, el primero comercial en Inglaterra. Aunque no fuera el primer sampler de la historia, si que fueron uno de los primeros músicos en popularizarlo.
Tras el fin de TG, Chris Carter y Cosey Fanni Tutti formaron su propio grupo mientras que Christopherson y Genesis P-Orridge formaron Psychic TV, proyecto al que se uniría John Balance. Balance era un fan de TG y los dos forjaron una larga amistad que duraría hasta la muerte de Balance.
Christopherson participó en los dos primeros discos de Psychic Tv, Force The Hand Of Chance y Dreams Less Sweet, el primero en el que aparece Balance. Ambos formaron parte de Psychic TV hasta crear su propio proyecto, Coil. El grupo es considerado uno de los grupos más influyentes dentro de la música industrial y electrónica experimental, y estuvo en activo desde 1982 a 2004, año de la muerte de Balance.
En 2005, Christopherson trasladó su residencia de Inglaterra a Bangkok, fundó el proyecto 
The Threshold HouseBoy's Choir y editó los siguientes álbumes póstumos de Coil: 
The Ape Of Naples, The Remote Viewer, Black Antlers, The New Backwards. Reeditó 
Musick To Play In The Dark Vol. 1 y Musick To Play In The Dark Vol. 2.
A pesar de su larga carrera como músico, sólo llegó a editar dos temas bajo su propio nombre. El primero, In My Head A Crystal Sphere Of Heavy Fluid apareció en el disco benéfico Foxtrot, recaudando dinero para la rehabilitación del alcoholismo de John Balance, y All Possible Numbers, once años después en Autumn Blood (Constructions).
En 2005 participó en los conciertos de reunión de Throbbing Gristle junto al resto de componentes originales y anunció un disco nuevo Part Two.
En 2007 editó el primer disco de su proyecto The Threshold HouseBoys Choir con el título Form Grows Rampant.
Presentó un único tema separado en cinco partes y un DVD extra con un grabación de un ritual Thai en Krabi.
Participó como jurado en el festival de cine de Melbourne en 2007.
En 2008, junto a Iván Pávlov (también conocido como CoH) dio forma al proyecto musical Soisong. Debutaron en el escenario en Tokio el 9 de marzo de 2008, continuaron la gira por Europa y autoeditaron su primer EP. En abril Christopherson y Pavlov junto a David Tibet, Othon y Ernesto Tomasini tocaron en directo la banda sonora de The Angelic Conversation de Derek Jarma en Turín.
En 2009, junto a TG edita Gristleism y continúa girando con el grupo hasta los primeros días
de noviembre de 2010 en que Christopherson, Cosey y Carter anuncian la salida del proyecto de Genesis P-Orridge y la continuación de la gira como X-TG.
El 24 de noviembre de 2010 Christopherson murió en la cama de su casa en Bangkok.

## Discografía
Ver las fichas de Coil y Throbbing Gristle

### Como Peter Christopherson
- "In My Head A Crystal Sphere Of Heavy Fluid" en el recopilatorio Foxtrot (1998)
- "All Possible Numbers" en Autumn Blood (Constructions) (2009)

### Como The Threshold HouseBoys Choir
- "Mahil Athal Nadrach" en el recopilatorio ...It Just Is (2005)
- "So Young It Knows No Maturing" en el recopilatorio X-Rated: The Dark Files (2006)
- Form Grows Rampant (2007)
- "Cap Rot Taxi" en el recopilatorio Brainwaves 2008 (2008)
- Amulet Edition (2008)

### Con SoiSong
- Soijin-No-Hi (descarga gratuita en www.soisong.com (2008)
- xAj3z (2009)

### Con Psychic TV
- Force The Hand Of Chance]]
- Just Drifting
- Dreams Less Sweet
- Berlin Atonal Vol. 1
- Berlin Atonal Vol. 2
- N.Y. Scum
- Thee City Ov Tokyo/Thee City Ov New York
- Mein-Goett-In-Gen

### Otras contribuciones
| Fecha               | Título                                             | Disco                            | Grupo           | Papel                      |
| ------------------- | -------------------------------------------------- | -------------------------------- | --------------- | -------------------------- |
| 1980                | "First/Last"                                       | Something For Nobody             | Monte Cazazza   | supervisión técnica        |
| 1982                |                                                    | Seven Songs                      | 23 Skidoo       | producción                 |
| 1992                | "First/Last"                                       | The Worst Of Monte Cazazza       | Monte Cazazza   | supervisión técnica        |
| 1993                | "The Apocalyptic Folk In The Nodding God Unveiled" | The Nodding Folk                 | músico          |                            |
| 1996                | "Videodrones; Questions"                           | Lost Highway                     | Nine Inch Nails | producción                 |
| 1996                | Driver Down                                        | Lost Highway                     | Nine Inch Nails | producción                 |
| 2000                | "Silence Is Golden"                                | Vox Tinnitus                     | CoH             | voz                        |
| 2001                | "My Angel (Director's Cut)"                        | Love Uncut                       | CoH             | voz                        |
| 6 de agosto de 2001 |                                                    | The Michel Publicity Window E.P. | Thighpaulsandra | diseño de la portada       |
| 2002                | "Autumn"                                           | Seasons                          | CoH             | grabaciones de campo       |
| 2005                | "Unhealthy Red"                                    | A Nature Of Nonsense             | Aural Rage      | partitura                  |
| 2008                | "I'm In Black Out"                                 | The Zsigmondy Experience         | Sion Orgon      | grabaciones de campo y voz |

## Filmografía

### Como director de vídeos musicales
- Marc Almond - "Waifs and Strays", "Tainted Love" y "Say Hello Wave Goodbye"
- Björn Again - "A Little Respect"
- Jerry Cantrell - "Cut You In"
- Coil - "The Wheel", "Tainted Love", "Windowpane", "The Snow (Answers Come In Dreams II)", "Love's Secret Domain"
- The Crystal Method - "Comin' Back"
- Erasure - "Chains of Love", "A Little Respect", "Stop"
- The Firm - "Radioactive", "All The King's Horses", "Satisfaction Guaranteed"
- Gavin Friday - "Falling off the Edge of the World"
- Filter - "Welcome to the Fold"
- Front 242 - "Rhythm of Time"
- Diamanda Galás - "Double Barrel Prayer"
- Gemini - "Another You Another Me"
- Barry Gibb - "Now Voyager" (long form made-for-television music film)
- Hanson - "I Will Come to You"
- Nona Hendryx - (track unknown)
- K's Choice - "Not an Addict" (live version), "Everything for Free"
- The Law - "We Are the Law"
- Magnum - (track unknown)
- Paul McCartney - "Going Home (From Rio to Liverpool)"
- Ministry - "N.W.O.", "Just One Fix", "Over the Shoulder"
- Nine Inch Nails - Broken (film) ("Pinion", "Wish", "Help Me I Am in Hell", "Gave Up"), "March of the Pigs"
- Robert Plant - "Tall Cool One" "Heaven Knows"
- Rage Against the Machine - "Freedom", "Killing in the Name", "Bombtrack", "Bulls on Parade", "People of the Sun"
- Rollins Band - "Illumination"
- Senser - "Age of Panic"
- Sepultura - "Refuse/Resist"
- Silverchair - "Pure Massacre"
- Stabbing Westward - "Lies"
- 10cc
- The The - "Infected", "The Mercy Beat", "Heartland"
- The Threshold HouseBoy's Choir - "Mahil Athal Nadrach", "So Young It Known No Maturing" y otros vídeos del disco Form Goes Rampant
- 3 lb. Thrill - "Something Will Come"
- The Wildhearts - "Suckerpunch"
- Van Halen - "Don't Tell Me", "Can't Stop Lovin' You"
- Jah Wobble - "Becoming More Like God"

## Diseñador de portadas
- A Certain Ratio - To Each...
- Dave Ball - In Strict Tempo]]
- Pink Floyd - A Nice Pair]] (contribuye con fotos y como asistente de Hipgnosis pero no en el diseño
- Pink Floyd - Animals
- Pink Floyd - Wish You Were Here (como Hipgnosis)
- Peter Gabriel - Peter Gabriel I (como Hipgnosis)
- Peter Gabriel - Peter Gabriel II (como Hipgnosis)
- Peter Gabriel - Peter Gabriel III (como Hipgnosis)